# Прекрасные создания (книга)
«Прекрасные создания» (англ. Beautiful Creatures) — первая книга из четырёх, цикла «Хроники Кастеров» («Хроники Магов»), написанная Ками Гарсия и Маргарет Штоль. В ней рассказывается, как девушке из непростой магической семьи — Лене Дюкейн — предстоит сделать нелегкий выбор между Светом и Тьмой, и от этого выбора целиком зависит судьба её семьи. Итан Уот — простой смертный, по неизвестной причине связанный странными узами с Леной, — единственный, кто может помочь ей разобраться: кто она на самом деле — Светлая или Темная.
Книга была впервые опубликована 1 декабря 2009 года, и в настоящий момент существуют три продолжения: «Прекрасная Тьма», «Прекрасный Хаос» и «Прекрасное Искупление». На данный момент в России изданы первые три книги. 14 февраля 2013 года вышла одноименная экранизация.
Признана Best Books of 2009

## История создания[5]
Существует версия, что две подруги — Ками Гарсия и Маргарет Штоль сидели в кафе. Одна мечтала написать книгу о типичном американском городе на Юге, а вторая — о девочке-Маге. Объединив усилия, они набросали идею чуть ли не на салфетке, и в итоге написали книгу практически в рекордные сроки.

## Сюжет[6]
В Гэтлине не бывает сюрпризов. Мы жили в самом эпицентре пути в никуда. По крайней мере, я так думал. Как оказалось, я ошибался. Было проклятие. Была девушка. И ещё… была могила. Лена Дюкейн отличается от всех, кого когда-либо видел маленький южный город Гэтлин, она борется с собой, пытаясь усмирить свою силу и проклятие, веками преследовавшее её семью. Но даже в разросшихся садах, в мрачных болотах и на разрушенных могильниках позабытого Юга секрет не будет жить вечно. Итана Уота, считающего дни до своего бегства из Гэтлина, преследуют сны о прекрасной девушке, которую он никогда не встречал. Когда Лена приезжает жить в дом на самой старой и самой жуткой из всех плантаций города, Итан безоговорочно влюбляется в неё и целенаправленно старается раскрыть секрет их удивительной связи. В городе без сюрпризов, один секрет может все изменить.

## Концепция[6][7]
В книге все персонажи делятся на три категории — Магов, Лилум и Смертных. При этом интересен подход к магическим способностям. Авторы ввели совершенно новую идею — каждый Маг обладает своим собственным индивидуальным Даром. Причем этот Дар необязательно наследуется от родителей, хотя в семье как мог быть представитель с такими способностями, так и нет — ярким примером этому является Райен Дюкейн.
Идея четко ограниченных способностей абсолютно нова. Если сравнивать с другими книгами, написанными ранее в жанре подростковое фэнтези абсолютно разных авторов, то, безусловно, схожая идея есть в сериях книг о Гарри Поттере: Невиллу хорошо давалась травология, Северус Снегг был мастером зелий, так же как и его мать — Эйлин Принц, мать Гарри — Лили Эванс и Гораций Слизнорт, Альбус Дамблдор превосходно владел трансфигурацией, а у Гарри хорошо получались полеты на метле и Защита от Темных Искусств; в Саге Сумерки у некоторых вампиров был особый дар, но стоит подчеркнуть, что это не обязательное явление.
В книге Ками Гарсия и Маргарет Штоль каждый Маг обладает особым Даром, у которого есть своё название, что довольно ново для волшебного мира, можно даже сказать, что создали абсолютно новое явление в жанре фэнтези. Интересным является и так называемое Призвание — каждый Маг (кроме семьи Дюкейн) может выбрать сторону. То что его выбор отражается прямо пропорционально в его глазах в магическом мире достаточно ново (хотя и перекликается с идеей Сумерек). Также довольно необычна идея магических библиотек, которые соединены между собой Тоннелями.
Мир «Хроник Кастеров» целиком и полностью вращается вокруг Луны и её цикла. Светлые маги могут произносить заклинания только в определенные фазы Луны. Призвание тоже может происходит только под Луной, а одна из самых сильных книг магического мира называется — Книга Лун.
Авторы обходят стороной существование вампиров, однако не отрицают существование неких инкубов (мужчины) и суккубов (женщины), общее название которых в книге — Лилум. Это наследуемое свойство. Хотя в книге их представление отличается от общепринятого, стоит отметить, что это тоже новое слово в волшебном мире. Инкубы и суккубы имеют право выбора: забирать им кровь или душевные переживания, эмоции, сны. Они не могут появляться днем, но и не имеют нужды спать. 
Есть ещё одна интересная идея: после Призвания каждый Маг обретает своё магическое имя, которое скорее всего никак не связано с тем именем, что человек носил до Призвания. Часть имён имеет библейское происхождение, так например: Малхиседек или Серафима.

## Персонажи

### Маги и Лилум

#### Лена Дюкейн
Лена Дюкейн (Lena Duchannes) — главная героиня. Она сирота, хотя позднее выясняется, что её мать жива. Девушка — Маг, из древней семьи Магов, и её сила — Природная Фея. Среди Магов это самый сильный Дар. Лена может «больше» чем другие Маги. Род Дюкейн проклят: они не имеют право выбора стороны — в 16 лет всех ждет «объявление», во время которого определится Светлые они или Темные. Лена живёт в ожидании этого. Пока она подросток, она не может полностью контролировать свою силу, вследствие чего ей пришлось поменять несколько школ. Лена пытается быть обычной девочкой: ходить в школу, общаться с друзьями. Однако из-за сильно развитой индивидуальности и оторванности мира Магов от мира Смертных, у неё никак это не получается, и она сильно переживает по этому поводу. На шее Лена носит ожерелья, состоящее из небольших предметов, каждый из которых является памятью о каком-нибудь значимом событии или месте, где она жила. Со стороны кажется что это ожерелье «свора барахла», но на самом деле-это очень важные и памятные вещи для Лены. Она считает что это единственная вещь принадлежавшая именно ей. Девушка много читает и любит поэзию. В её комнате стены, потолок и мебель исписана её мыслями и цитатами.
Внешне она довольно симпатичная девушка, с черными прямыми волосами, которые чаще всего распущены и, иногда, под влиянием Лениного настроения, сворачиваются в локоны. Глаза у неё зеленые — отличительная черта всех Магов, но только светлые маги обладают таким цветом (или ещё не Объявленные). Темные маги обладают кошачьими, желто-золотыми глазами. Под правым глазом у неё небольшая родинка в форме полумесяца. Девушка высокая и худая, из-за этого она и получила имя Лена — от английского Length — Длина. Имя ей дала бабушка, она называла её Лена Бинна. Как её звали до этого неизвестно, и своего магического имени Лена тоже не знает.
В семье Лены за женщинами закрепилась фамилия Дюкейн: жены не меняли свою фамилию на фамилии мужей, а дочери оставались Дюкейн по материнской линии.

#### Мэйкон Мелхиседек Равенвуд
Мэйкон Мелхиседек Равенвуд (Macon Melchizedek Ravenwood) — дядя Лены по матери. Затворник, изгой и даже колдун — по мнению жителей Гэтлина. Его никто не видел более 20 лет. Доподлинно известно, что он никогда не ходил в школу, что, однако, не помешало ему поступить в колледж. Позже выясняется, что он — Инкуб и забирает сны, то есть он обладает способностями, которые приходится поддерживать. Одной из таких способностей является умение Путешествовать, однако нигде в книге точно не объяснено, что под этим подразумевается. Является прямым наследником основателей Гэтлина и живёт в родовом особняке Равенвудов. Мэйкон был знаком с матерью Итана и даже помогал ей в её научных работах. Несмотря на то, что он, вроде бы, не выходит из дома — Мэйкон прекрасно осведомлен о всех секретах жителей Гэтлина.
Внешне это высокий мужчина, всегда безупречно одетый. Его черные волосы уже тронула седина на висках, а лицо — белое, на котором выделяются черные глаза без зрачков — они явственно отражают, что он не является Магом — ни Светлым, ни Темным.

#### Ридли Дюкейн
Джулия Ридли Дюкейн (Ridley Duchannes) — кузина Лены. Девушка — Темный Маг и её способность — Сирена, иначе говоря, Сила убеждения. Это означает, что она может заставить любого человека сделать всё, что хочет, особенно мужчин. У Ридли есть привычка: перед тем как начать применять свои способности и магию, она начинает есть цветной леденец. Ридли не всегда была злой, раньше она и Лена были очень близки: они вместе ходили в школу, старались защищать друг друга и даже общались с помощью Келтинга. Незадолго до своего Призвания Ридли ушла, так как не хотела причинить вред любимым людям и чувствовала, что станет Тёмной — это говорит о большой самоотверженности. Однако, после Призвания её характер поменялся, особенно под влиянием Серафины.
Внешне это девушка, которой нет ещё и 20. Длинноволосая блондинка с неровно подстриженной чёлкой, одна сторона которой выкрашена в розовый цвет. Её одежда всегда вызывающая, что в общем дополняет её Дар Сирены. Есть Татуировка на животе, а глаза золотые, так как она Темная.

#### Дельфина Дюкейн
Дельфина «Дель» Дюкейн (Delphine Duchannes) — тётя Лены по матери и мать Ридли, Рис, Райен и Ларкина. Дельфина — Светлый маг и её Дар — Палимпсест (Водоворот Времени), то есть она одновременно видит и прошлое, и настоящее, и будущее. Поэтому у неё всегда немного растерянный вид. Замужем за Барклаем Кентом.
Внешне это полноватая женщина, волосы которой собраны в пучок на голове. Не упоминается какого цвета у неё глаза, что вероятно означает, что глаза у неё как и у всех Светлых Дюкейн — зелёные. Исходя из того, что все её дочери блондинки можно предположить, что волосы у тети Дель тоже достаточно светлые.

#### Рис Дюкейн
Аннабель Рис Дюкейн (Reece Duchannes) — кузина Лены. Рис — Светлый Маг и её способность — Сивилла, иначе говоря она читает лица — видит, с кем встречался в ближайшее время тот или иной человек.
Внешне она выглядит как более взрослая версия Ридли: такая же длинноволосая блондинка, но с аккуратно подстриженной челкой. Вероятно, у неё тоже зеленые глаза, как и у всех Светлых Дюкейн.

#### Райен Дюкейн
Райен Дюкейн (Ryan Duchannes) — кузина Лены. Она ещё не прошла Объявление, так как ей только 10 лет, но её способности уже проявились: она Тауматург, иначе говоря Целитель. Такой способности в семье Дюкейн ещё не было. Внешне выглядит какая маленькая копия своих сестер — Рис и Ридли. Однако есть существенное отличие — у Райен ярко-голубые глаза, а не зеленые. И она единственная из всех своих сестер живёт с матерью пока не прошла Объявление.

— Все решили, что для родителей будет очень тяжело отказываться от своих детей, если они станут Темными. Так что теперь все дети живут отдельно от родителей, с другими членами семьи, пока не получат своё Призвание.

- А почему тогда Райан живёт с родителями?

- Райан это… Райан. Она особый случай, — Лена пожала плечами, — по крайней мере, так отвечает дядя Мэйкон каждый раз, когда я спрашиваю.

(«Прекрасные создания», Ками Гарсия и Маргарет Штоль)

#### Аурелия Валентин
Аурелия Валентин (Arelia Valentin) — мать Мэйкона. Она — Светлая Маг и Ведунья — может видеть фрагменты будущего. У неё черные локоны, на ней надето много различных украшений: бус, колец. У неё есть сестра — Твила — Светлый маг, которая обладает Даром Некроманта.

#### Эммалина Дюкейн
Эммалина «Бабушка» Дюкейн (Emmaline Duchannes) — бабушка Лены, мать Дельфины и, вероятно, Серафины. Она Светлый маг, но при этом — Эмпат, то есть она не обладает никакими способностями, но может на время перенимать их у других Магов, правда ненадолго. Лена очень похожа на свою бабушку, и доподлинно известно, что у Эммалины смуглая кожа. Упоминается, что она Летающая — объединяющая всех, и есть намек, что расстояние для неё не проблема, но все-таки в книге никак не объяснено, что все это значит. Известно, что у неё была сестра — Алтея Дюкейн — эво, то есть невероятно сильный темный маг.

#### Барклай Кент
Барклай Кент — муж Дельфины Дюкейн и отец Рис, Ридли, Райен и Ларкина. Видимо, он — Светлый Маг и его способность это — Метаморф — иначе говоря трансформация объектов. О его внешности известно лишь то, что он седовлас.

#### Женевьева Дюкейн
Женевьва К. Дюкейн (Genevieve Duchannes) — бабушка Лены в четвёртом поколении. Неизвестно проходила она Призвание и какой у неё был Дар, однако она точно была Магом. В семье кроме неё была ещё одна девочка — Евангелина, однако и она и их мать погибли при пожаре 11 февраля 1865 года, когда солдаты сожгли Гринбрайер. Этим же роковым днем к Женевьеве вернулся её возлюбленный — Итан Картер Уот — хотя её семья не одобряла такой союз. И в этот же день он трагически погиб, поймав шальную пулю. Это заставило Женевьеву произнести заклинание из Книги Лун в не ту фазу Луны, тогда же она обратилась в Темную колдунью, а Итан, хотя и ожил не надолго, все равно умер. Но так как нельзя произнести заклинание из Книги Лун безвозмездно, то ценой оказалась невозможность выбора своего Призвания для каждого последующего ребёнка из семьи Дюкейн. А Женевьеву, насколько можно понять из книги, выдал замуж отец, который тоже каким-то образом избежал гибели при пожаре. Когда Женевьева умерла, Айви — экономка, которая тоже пережила пожар (и которая является одной из Предков Эммы и, следовательно, Провидицей — именно она сказала какую цену будет платить род Дюкейн за поступок Женевьевы), похоронила Книгу Лун вместе с ней. Судьба Женевьевы в промежутке между смертью Итана и своей собственной смертью остается неизвестной.
Внешне эта была привлекательной девушка с длинными медового цвета волосами и зелёными глазами, цвет которых позже сменился на золотой.

#### Серафина «Сара» Дюкейн
Серафина «Сара» Дюкейн (Sarafine Duchannes) — главный антагонист книги «Прекрасные создания». Она — Темный Маг и её Дар — Фурия Катаклизмов, что является следствием того, что первоначально она была Природной Феей, но, обратившись во Тьму, преобразовалась в Фурию Катаклизмов. Позже выясняется, что Серафина — мать Лены, которая хочет, чтобы её дочь стала такой же Темной, как и она сама. Также как Природная Фея самый сильный Дар Света, Фурия Катаклизмов - его оборотная сторона — самая мощная сила Тьмы. Известно, что Серафина убила своего мужа — отца Лены (в третьей книге "Прекрасный хаос" раскрывается его внешность, имя и сама трагедия). И ближе к концу становится понятно, что Серафина стала Темной после Призвания, так как существует пророчество, касающиеся Серафины и Лены. До Призвания её звали Изабель, - милая девчушка, которая никогда никому не причиняла зла, но это её не спасло... Проклятье взяло своё. Серафина обладает способность к Келтингу и может завладевать телами других людей, как она вселилась телом миссис Линкольн.
Внешне она и Лена очень похожи, главное отличие в глазах — у Серафины они золотые.

#### Ларкин Кент
Ларкин Кент — кузен Лены. Его Дар — Иллюзионист, и он Темный маг. Испытывает большую привязанность к змеям, а именно: накладывает иллюзию змеиных глаз на свои, превращает руки в змей и тп.
Внешне это высокий парень примерно одного возраста с Леной. Первоначально его глаза были зелёного цвета, но позже оказалось, что он Темный и они приобрели свой истинный вид — золотистые. Зелёный цвет был всего лишь одной из иллюзий. В одежде предпочитает байкерский стиль, а его лицо чаще всего выражает скуку и равнодушие и он почти ничего не говорит.

#### Хантинг Равенвуд
Финеас Хантинг Равенвуд — брат Мэйкона. Кровавый Инкуб, из чего явственно следует, что он выступает на Темной стороне. Внешне очень похож на Мэйкона. Его глаза тоже черные.

### Смертные

#### Итан Лоусон Уот
Итан Лоусон Уот (Ethan Lawson Wate) — главный герой. Его назвали в честь двух его дядюшек. У него недавно погибла мать — Лила Джейн Эверс Уот, и он пытается справиться с этим как и его отец, который перестал обращать внимание на сына и почти все время сидит в кабинете. Эмма Трюдо — единственный человек, который заботится об Итане, хоть и делает это в своей манере. Итан мечтает уехать из Гэтлина куда угодно, главное подальше. Он много читает, и в его комнате есть карта, на которой он отмечает места, где хотел бы побывать вслед за его любимыми героями книг. Но несмотря на это, Итан является полноправным членом общества в Джексон Хай, так как прекрасно играет в баскетбол и даже встречался какое-то время с одной из девушек-чирлидеров. В школе он считается одним из «неглупых», хотя сам Итан так не считает. Ему и Лене снятся одинаковые сны, даже когда они не были знакомы. Также они могут мысленно переговариваться между собой с помощью Келтинга.
Внешне это спортивного вида юноша с каштановыми волосами, довольно высокий.

#### Эмария «Эмма» Тредо
Эмари «Эмма» Тредо (Amarie «Amma» Treadeau) Ведуния местная гадалка Гэтлина. Воспитывает Итана Лоусона Уота. Ясновидящая (как и все по её линии). Общается с Великими (это её предки) и с помощью их может обороняться. Хорошо общалась с Мэконом Мэлихисдеком Равенвудом.

#### Уэсли Джефферсон «Линк» Линкольн
Уэсли Джефферсон «Линк» Линкольн (Wesley Jefferson «Link» Lincoln) — лучший друг Итана, безбашенный парень, мечтает собрать свою рок группу и уехать в Нью-Йорк. Знает о Магах. Был очарован Ридли (хотя в книге предполагается, что она охмурила его с помощью Дара Сирены). Его мать -Миссис Линкольн. Главная в ДАР.

#### Мэриан Эшкрофт
Мэриан Эшкрофт (Marian Ashcroft)- лучшая подруга мамы Итана, которая училась вместе с ней. Хранительница. Знает некоторые подземельные ходы в библиотеке Чародеев .

#### Лила Эверс Уэйт
Лила Джейн Эверс Уэйт  — мать Итана, погибла в автокатастрофе. Расследовала чародейство. Была писательницей и лучшей подругой Мэриан Эшкрофт . Вместе они были Хранительницами библиотек, местной — Гэтлинской (библиотекой для смертных), и библиотекой для чародеев, которая находится прямо под ДАР.

### Гэтлин
Гэтлин — город в Южной Каролине, располагающийся, по словам главного героя — Итана Уота — «на полпути в никуда». Это типичный маленький южный городок, где все друг друга знают и так или иначе приходятся друг другу родственниками. В войну между Севером и Югом, этот город занял сторону Юга — то есть сторону проигравших. Но никто в городе так не считает, а в центре города даже стоит памятник генералу проигравшей стороны. Сам по себе город довольно убог и не имеет никаких современных признаков — нет ни известных сетей быстрого питания, ни круглосуточных универмагов. В кинотеатрах крутят давно вышедшие в прокат фильмы, а воскресный поход в церковь является для большинства обязательным времяпровождением.

### Джексон Хай
Джексон Хай — это единственная школа в Гэтлине, где учатся или учились практически все жители города. Жизнь всех девочек школы крутится вокруг желания попасть в чирлидеры, а мальчиков — в баскетбольную команду. Обе эти группы представляют собой своеобразную школьную элиту. У них есть определенные «стандарты», по которым они оценивают всех людей. Если человек не подходит под их стандарты, то подвергается насмешкам и издевательствам. К началу повествования не было такого человека в Джексон Хай, который осмелился бы им перечить, но если бы такое случилось, то к делу подключилась бы тяжелая артиллерия — дамы из ДАР.

### ДАР
ДАР — расшифровывается как «Дочери Американской Революции» — организация в Гэтлине, которая состоит, как понятно из названия, из одних женщин среднего возраста, дети которых учатся в Джексон Хай. 
Гатлин переполняли всевозможные женские организации, но ДАР была выше всех остальных. На самом деле, это название расшифровывалось как «Дочери американской революции», и вам ещё надо было доказать, что вы относитесь к настоящим патриотам американской революции, чтобы стать полноправным членом этой организации. А статус полноправного члена организации давал право указывать вашим соседям на улице вдоль реки, в какой цвет красить дома и вообще командовать, надоедать и осуждать всех и каждого в городе.
(цитата из книги)

### Келтинг
Келтинг — способность Магов мысленно переговариваться между собой, доподлинно известно, что ей обладают Лена, Мэйкон и Серафина. Однако связь существующая между Леной и Итаном позволяет им переговариваться между собой, несмотря на то, что Итан — Смертный.

## Отличие экранизации
- В фильме «Прекрасные создания» Эмма совмещает в себе две роли — свою и Мэриан Эшкрофт. Она работает в библиотеке чародеев.
- Книга Лун была закопана в могиле Женевьевы. В фильме — Книга Лун находится в особом помещении библиотеки и показывает её Лене именно Эмма.
- Ридли имеет разную внешность в книгах и фильме, экранизация представляет её в полупрозрачных богемных платьях, образцом изящности, однако в книгах она описана как блондинка с розовой прядью, короткой юбке и с татуировками на животе.